# Felix Dalle
Felix Dalle (Izegem, 18 juni 1921 - Sijsele, 27 januari 2000) was een Belgisch auteur, redacteur, leraar en priester. 

## Levensloop
Felix Dalle werd geboren als zoon van een stadsbediende. Op 8 april 1945 werd hij in Brugge tot priester gewijd en werkte van dat jaar tot 1963 als leraar op verschillende scholen in Vlaanderen. Hij werd bekend met zijn roman Bieten (1957) over uit Vlaanderen afkomstige seizoenarbeiders die werkzaam waren in Noord-Frankrijk. Voor zijn debuut ontving hij in 1957 de Literaire Reinaert Romanprijs. 
Terwijl Dalle priester was van het bisdom Brugge, werd hij in 1963 hoofdredacteur van Kerkelijk Leven, een katholiek weekblad. Onder zijn leiding werden de kolommen van het blad geopend voor buitenlandse reportages, onder meer voor thema's als ontwikkelingssamenwerking. Later werd deze op de wereld gerichte aanpak ook weerspiegeld in de nieuwe en huidige naam van het blad: Kerk en Leven. Dalle bleef tot 1987 aan als hoofdredacteur, hij werd opgevolgd door Mark Van de Voorde.
Na zijn pensionering vestigde Dalle zich in Waregem en Blankenberge, waarna hij vanwege ziekte opgenomen werd in het woonzorgcentrum Morgenster te Sijsele. Na zijn overlijden aldaar, werd Felix Dalle bijgezet in de familiegrafkelder van de begraafplaats "Nederweg" in Izegem.